# Marie Røpke

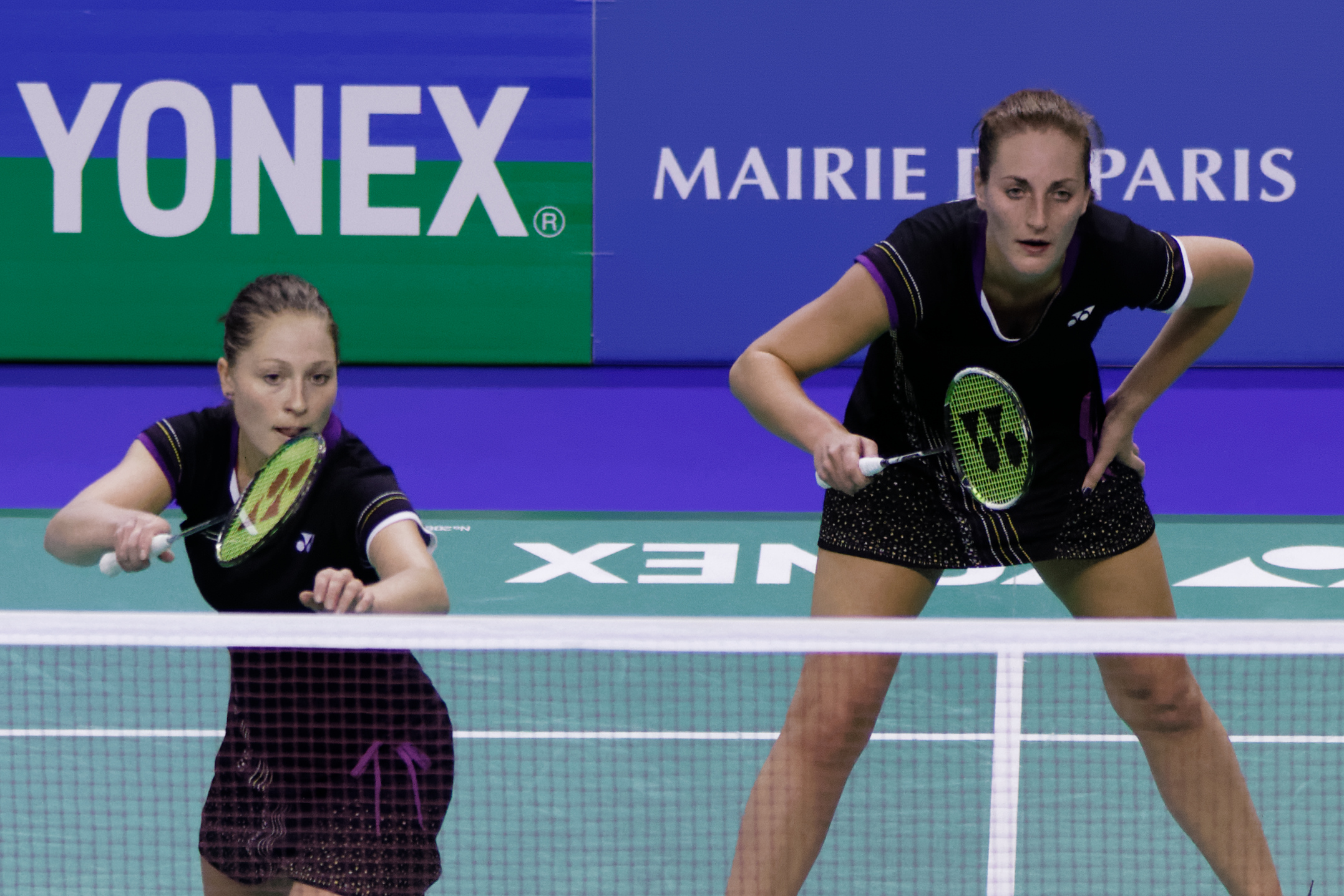
Line Damkjær Kruse und Marie Røpke, French Super Series 2013.

Marie Røpke (* 19. Juni 1987 in Kopenhagen) ist eine dänische Badmintonspielerin. Lene Køppen ist ihre Mutter.

## Karriere
Marie Røpke wurde 2010 dänische Meisterin im Damendoppel. Des Weiteren gewann sie die Irish Open, Swedish International Stockholm, Czech International, Norwegian International und Bitburger Open.

## Sportliche Erfolge
| Saison    | Veranstaltung                                    | Disziplin   | Platz | Name                                                |
| --------- | ------------------------------------------------ | ----------- | ----- | --------------------------------------------------- |
| 2003/2004 | Dänemark: Einzelmeisterschaften der Junioren U17 | Dameneinzel | 1     | Marie Røpke, Gentofte                               |
| 2003/2004 | Dänemark: Einzelmeisterschaften der Junioren U17 | Damendoppel | 1     | Marie Røpke, Gentofte / Mia Nielsen, Erritsø        |
| 2005/2006 | Dänemark: Einzelmeisterschaften der Junioren U19 | Dameneinzel | 1     | Marie Røpke, Gentofte                               |
| 2005/2006 | Dänemark: Einzelmeisterschaften der Junioren U19 | Damendoppel | 1     | Marie Røpke, Gentofte / Line Damkjær Kruse, Viby J. |
| 2007      | Türkei: Internationale Meisterschaften           | Damendoppel | 3     | Marie Røpke / Helle Nielsen                         |
| 2008      | Irish Open                                       | Mixed       | 1     | Jacob Chemnitz / Marie Røpke                        |
| 2008      | Irish Open                                       | Damendoppel | 1     | Helle Nielsen / Marie Røpke                         |
| 2008      | Czech International                              | Damendoppel | 1     | Helle Nielsen / Marie Røpke                         |
| 2008      | Badminton Open Saarbrücken                       | Damendoppel | 1     | Helle Nielsen / Marie Røpke                         |
| 2008      | Dutch International                              | Mixed       | 2     | Jacob Chemnitz / Marie Røpke                        |
| 2009      | Norwegian International                          | Damendoppel | 1     | Helle Nielsen / Marie Røpke                         |
| 2009      | Badminton Open Saarbrücken                       | Damendoppel | 1     | Helle Nielsen / Marie Røpke                         |
| 2009/2010 | Dänemark: Einzelmeisterschaften                  | Damendoppel | 1     | Marie Røpke / Helle Nielsen, Gentofte, Kastrup KMB  |
| 2010      | Swedish International Stockholm                  | Damendoppel | 1     | Helle Nielsen / Marie Røpke                         |
| 2011      | Denmark International                            | Damendoppel | 1     | Line Kruse / Marie Røpke                            |
| 2012      | Denmark International                            | Damendoppel | 1     | Line Kruse / Marie Røpke                            |
| 2013      | Denmark International                            | Damendoppel | 1     | Line Damkjær Kruse / Marie Røpke                    |
| 2014      | Finnish Open                                     | Damendoppel | 1     | Line Damkjær Kruse / Marie Røpke                    |